# Vision Park
Vision Park és una empresa d'entreteniment electrònic fundat el 1997. Ha creat, entre d'altres els següents videojocs:
- Globetrotter 2 (també Round the World Challenge)
- Europa Universalis